# Матч за звание чемпиона мира по международным шашкам март-апрель 1936
Матч за звание чемпиона мира по международным шашкам между действующим чемпионом мира Морисом Райхенбахом (Франция) и претендентом на это звание чемпионом Бельгии Леоном Вессеном состоялся в Париже с 30 марта по 4 апреля 1936 года на большинство из десяти партий. Райхенбах победил в матче со счётом +5 −2 = 3 и сохранил звание чемпиона.

## Результаты
| Имя             | 1 | 2 | 3 | 4 | 5 | 6 | 7 | 8 | 9 | 10 | очки |
| --------------- | - | - | - | - | - | - | - | - | - | -- | ---- |
| Морис Райхенбах | 2 | 2 | 1 | 2 | 0 | 2 | 0 | 1 | 1 | 2  | 13   |
| Леон Вессен     | 0 | 0 | 1 | 0 | 2 | 0 | 2 | 1 | 1 | 0  | 7    |